# Xenófilo

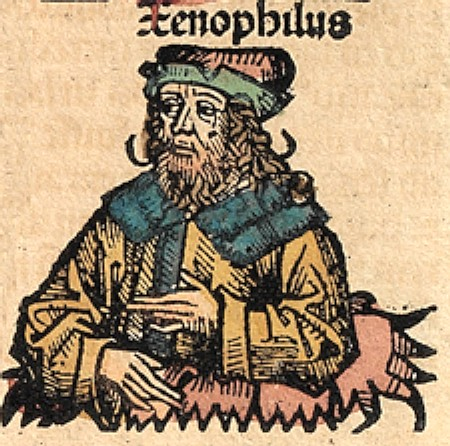
Xenófilo, descrito como um estudioso medieval na Crônica de Nuremberg.

Xenófilo (em grego:  Ξενόφιλος; século IV a.C.), de Calcídica, foi um filósofo e músico pitagórico que viveu na primeira metade do século IV a.C. Aulo Gélio relata que Xenófilo era o amigo íntimo e professor de Aristóxenes e sugere que Xenófilo lhe ensinou a doutrina pitagórica. Diz-se que ele pertenceu à última geração de pitagóricos e é o único pitagórico conhecido que viveu em Atenas no século IV a.C.
De acordo com Diógenes Laércio, Aristóxenes escreveu que quando alguém perguntou a Xenófilo como ele poderia educar melhor seu filho, Xenófilo respondeu: "Tornando-o cidadão de um estado bem governado". No Macrobii de Pseudo-Luciano, Aristóxenes supostamente disse que Xenófilo viveu 105 anos. Xenófilo gozou de considerável fama na Renascença, aparentemente devido à alegação de Plínio de que viveu 105 anos sem nunca ter adoecido.